# Betti Alver
Pour les articles homonymes, voir Alver.
Elisabet Alver (née le 23 novembre 1906 à Jõgeva – morte le 19 juin 1989 à Tartu), écrivant sous le nom de plume Betti Alver, est l'une des plus remarquables poétesses estoniennes,,,,.

## Biographie
Elle était de la première génération d'enfants estoniens éduqués dans des écoles de l’Estonie indépendante.
De 1914 à 1917, elle étudie à l'école secondaire de filles Pouchkine de  Tartu (et) puis jusqu'en 1924 au lycée Miina Härma (et) de Tartu.
De 1924 à 1927, elle étudie l'estonien et la littérature à l'Université de Tartu.
Elle commence à écrire en 1927, en prose, puis à partir de 1931 elle publie des poèmes qui lui apportent une large reconnaissance sur la scène littéraire estonienne.
À la fin des années 1930, elle fonde le groupe Arbujad de poètes estoniens influents dont font partie Bernard Kangro, Uku Masing, Kersti Merilaas, Mart Raud, August Sang, Heiti Talvik et Paul Viiding.
En 1937, elle épouse Heiti Talvik. Après la Seconde Guerre mondiale son mari  est emprisonné par les Soviétiques et meurt en Sibérie.
En 1956, elle se remarie avec Mart Lepik.
Pour le centième anniversaire de sa naissance, le musée Betti Alver (et) a été fondé à sa mémoire à Jõgeva.
Eduard Alver et Simon Kallas sont ses cousins.

## Œuvres

### Poésie
- Lugu valgest varesest, 1931
- Tolm ja tuli, 1936
- Luuletused ja poeemid, 1956
- Mõrane peegel, 1962
- Tähetund, 1966
- Uued luuletused ja poeemid, 1968
- Eluhelbed, 1971
- Tuju, 1976
- Lendav linn, 1979
- Korallid Emajões, 1986
- Werke, Band 1: Üle aegade Assamalla; Luuletusi ja poeeme 1931–1988, 1989
- Üle sõnade serva, 2004

### Prose
- Tuulearmuke, 1927 (Roman)
- Invaliidid, 1930 (Roman)
- Viletsuse komöödia, 1935 (poème en prose)
- Werke, Band 2: Tuulearmuke; Invaliidid; Viletsuse komöödia; Kõmpa; Proosa 1927–1976, 1992

## Prix et récompenses
- Écrivain honoré de la RSS d'Estonie, 1966
- Prix de poésie Juhan Liiv, 1967
- Prix Friedebert Tuglas, 1977
- Écrivain du peuple de la RSS d'Estonie, 1981

## Hommages
- Depuis 2013, un cratère de la planète Mercure est nommé Alver en son honneur[8].